# GDEPソリューションズ
GDEPソリューションズ株式会社は、日本・東京都文京区に本社を置く、GPUプラットフォーム事業などを展開する日本企業。略称は、GDEP-Sなど。一般社団法人人工知能学会および一般社団法人日本計算工学会の所属団体である。グループ会社として、CAE（Computer Aided Engineering）ソリューションを提供している、プロメテック・ソフトウェア株式会社がある。

## 概要
GDEPソリューションズ株式会社は、GPUコンピューティングやマルチコアCPUの黎明期に、用途開拓・市場創出を担ったG-DEP（日本GPU コンピューティングパートナーシップ）の事業を発展させるべく設立された会社である。
「GPUプラットフォーム事業」として、NVIDIA Corporation（米カリフォルニア州）の「Elite Partner」であるG-DEPの事業を発展させ、ディープラーニングやCAD/CAEなどをターゲットとしたNVIDIA社GPU製品を活用した各種ソリューションを提供している。また、「クラウドインフラ事業」として、製造業各社に合わせたクラウド（コンピューティング、ストレージ）、VDI（仮想デスクトップ）、セキュリティなどのITソリューションを、ソフトウェアとハードウェアを組み合わせて提供している。
2017年度、2018年度は特に NVIDIA の DGX サーバ事業が好調で、NVIDIA から優秀リセーラに与えられる賞を受けている。

## Prometech Simulation Conference (PSC)
シミュレーション・可視化・AIに関する産学連携カンファレンスであるPrometech Simulation Conference (PSC)をグループ会社のプロメテック・ソフトウェアと共同で企画運営している。このカンファレンスのメインスポンサーはNVIDIA社である。

## HPC WORLD
プロメテック・ソフトウェアとGDEPソリューションズが共同で運営幹事を務めるNVIDIA HPC SDKとOpenACCのユーザーコミュニティ。NVIDIA HPC SDKは、NVIDIA GPU上で動作するシミュレーションやAIテクノロジーの基盤となるソフトウェア開発ツールキット。HPC WORLDは、ソフトウェア開発者がNVIDIA GPUを活用するアプリケーション開発をHPCの技術面から支援している。NVIDIA HPC SDKに含まれるHPCコンパイラおよびPGIコンパイラに関する技術サポートを日本語で提供するほか、PGIコンパイラ関連技術としてOpenACC技術情報を公開し、HPC関連イベントやハードウェア、ソフトウェアなどの情報を発信している。